# Hans Friedrich von Rochow
Hans Friedrich II von Rochow (né en 1698 à Plessow et mort en 1787 à Brandenburg-sur-la-Havel) est un lieutenant général prussien et commandant de Berlin pendant la guerre de Sept Ans.

## Biographie
Dans sa jeunesse, il est le premier membre de la famille von Rochow (de) à passer deux ans à l'académie de chevalerie de Brandebourg-sur-la-Havel avec son frère cadet Gottfried Christian. Hans Friedrich débute alors sa carrière dans le "régiment langen" du roi Frédéric-Guillaume Ier, où il est promu capitaine. près la dissolution du régiment, il sert d'abord à Magdebourg sous les ordres du  prince de Brunswick, en 1744, il est promu commandant de la forteresse de Neisse avec le grade de colonel, et peu avant le début de la guerre de Sept Ans, il prend sa retraite en tant que général de division.
Hans Friedrich von Rochow épousa en 1733 Gottlieb Eleonore von Bredow, née en janvier 1713 à Bredow de la maison Bredow, fille de Jakob Ludolf III von Bredow et de sa deuxième épouse Anna Maria von Hünicke de la branche de Paaren. Eleanor est décédée le 21 janvier 1750 à l'âge de 37 ans au château de Zolchow (de). Son mari lui survit encore 37 ans.
Le mariage de Hans Friedrich et Gottlieb Eleonore produit quatre fils, qui sont tous morts sans enfant et jeunes. Le deuxième enfant est une fille nommée Sophie Maria Luise (née le 31 octobre 1735 et morte en 1756), qui épouse l'administrateur d'arrondissement Hans Ernst von Arnim sur Lützlow et Neuensund, avec qui elle a de nombreux descendants.

## Guerre de Sept Ans
Reprenant du service lorsque la guerre éclate, il est promu, étant inapte au front (une maladie du dos l'empêchait de monter à cheval), commandant de Berlin et en même temps lieutenant-général. Bien qu'informé de l'approche d'un corps autrichien (de) en octobre 1757, il ne fait presque rien pour organiser la défense de la capitale. Après que les Autrichiens sous les ordres de Hadik ont capturé le quartier de Köpenick à Berlin, il fuit la ville vers Spandau avec le reste de la garnison battue, sous prétexte de devoir protéger la reine. À son retour, il est harcelé par la foule des Berlinois en colère, qui lui jettent des pierres, et sa maison doit être placée sous surveillance, mais il reste en fonction malgré son embarras.
En 1760, il est le premier à recevoir le rapport sur la préparation d'une expédition russe contre Berlin et, selon un témoignage, « comme frappé par un éclair » se promène pendant des jours » sans que la raison ne soit annoncée, de sorte que les gens de la ville s'inquiétaient que le roi était en calamité”. Le maréchal Lehwaldt et le général Seydlitz prennent en charge la défense de la capitale et sauvent ainsi initialement Rochow d'un nouvel embarras.
Mais ensuite, les Russes reçoivent des renforts d'un corps autrichien et ont de nouveau occupent de nouveau Berlin. Après avoir négocié la reddition de la ville avec le général Tottleben le 9 octobre 1760, Rochow est fait prisonnier par les Russes et remet sa démission définitive à son retour en 1764. Il vit longtemps à Brandebourg-sur-la-Havel, meurt très vieux pour l'époque et est finalement propriétaire des anciennes propriétés de la famille Rochow-Plessow, à savoir Plessow, Zolchow (de), Ferch, Bliesendorf, Kammerode, Resau, Wildenbruch, Klaistov et la moitié de Kanin. Les biens sont ensuite hérités par un neveu de la lignée secondaire Plessow-Stülpe, Friedrich Ludwig von Rochow (de) (1745-1808).